# 명호면
명호면(明湖面)은 대한민국 경상북도 봉화군의 면이다. 넓이는 114.49km2이고, 인구는 2022년 3월 2204명이다

## 역사
- 봉화현(奉化縣) 지역
- 1914년 4월 1일 동면(東面)과 상남면(上南面), 하남면(下南面)을 명호면으로 통폐합하였다.[1] (9리)

| 조선총독부령 제111호 |                    |                                |
| 구 행정구역          | 신 행정구역        | 신 행정구역                    |
| 봉화군 동면 일원     | 봉화군 명호면 일원 | 도천리, 삼동리, 양곡리         |
| 봉화군 상남면 일원   | 봉화군 명호면 일원 | 고감리, 풍호리, 고계리, 북곡리 |
| 봉화군 하남면 일원   | 봉화군 명호면 일원 | 신라리, 관창리                 |
- 1983년 2월 15일 신라리를 상운면에 편입하였다.[2] (8법정리)

## 행정 구역
8법정리 17행정리로 구성되어 있다.

### 법정리 / 행정리
| 법정리 | 행정리                             | 비고                 |
| ------ | ---------------------------------- | -------------------- |
| 도천리 | 도천1리, 도천2리, 도천3리, 도천4리 | 2,3리는 법전면생활권 |
| 삼동리 | 삼동1리, 삼동2리                   |                      |
| 양곡리 | 양곡1리, 양곡2리                   |                      |
| 고감리 | 고감1리, 고감2리                   |                      |
| 고계리 | 고계1리, 고계2리                   |                      |
| 북곡리 | 북곡리                             |                      |
| 풍호리 | 풍호1리, 풍호2리                   |                      |
| 관창리 | 관창1리, 관창2리                   |                      |

### 도로
- 국도-국도35호선(부산~강릉선)
- 지방도-지방도918호선(봉화 물야~영덕 영해선)
- 군도(봉화군 군도)
  - 군도9호선(법전~봉양선)
  - 군도10호선(구천~북곡선)
  - 군도12호선(북곡~갈산선)
  - 군도14호선(북곡~남면선)
  - 군도15호선(도천(명호)~법전선)

### 하천
- 지방하천
  - 낙동강(舊 지방2급하천 - 석포~명호운곡천합류지점)
  - 낙동강(舊 지방1급하천 - 명호운곡천합류지점~도산국가하천시점)
  - 운곡천(舊 지방2급하천 - 춘양~명호낙동강합류지점)
  - 법전천(舊 지방2급하천 - 법전~명호운곡천합류지점)
  - 도  천(舊 지방2급하천 - 법전풍정(갈방)~명호운곡천합류지점)
  - 관창리천(舊 지방2급하천 - 명호관창~낙동강합류지점)